# Kärdla
Kärdla (svensk: Kärrdal; tysk: Kertel) er en by på øen Dagø (estisk: Hiiumaa) i Estland.
Kärdla ligger på øen Dagøs nordkyst ud mod Den Finske Bugt og Østersøen. Byen har 2.921 (2024) indbyggere og er den eneste by på Dagø. Den er hovedby i amtet Hiiumaa og kommunen Hiiumaa.